# Храм Вознесения Господня (Богатое)
Храм Вознесения Господня — православный храм в селе Богатое Ивнянского района Белгородской области. Относится к Ивнянскому благочинию Губкинской епархии Русской Православной Церкви.

## История
О наличии храма в селе Богатое впервые упоминается в 1-й Ревизской сказке в 1720 году, где сказано, что селе Богатом церковь во имя Вознесения Господня. При храме 2 священника и дьячек.
Второе упоминание о церкви в селе Богатое содержится в житии святителя Иоасафа епископа Белгородского, когда святитель Иоасаф «выделил необходимую сумму подростку Савелию Кашлакову из села Богатое для продолжения учёбы в Харькове»[7]. В житии святителя Иоасафа говориться, что он «не оставил ни одной церкви в своей епархии без личного осмотра»[7], что означает посещение села Богатое святителем Иоасафом [8].
В «Описании Курского наместничества» 1786 года сообщается: «Богатый лежит при реке Пене на правой стороне по течению её … Строение в городе: всё деревянное, церковь 1» [12, 70-76.].
В 1794 году стараниями прихожан построена новая деревянная церковь. Сохранилось описание: «Зданием деревянная, на каменном фундаменте, с полукаменной колокольнею, крыша покрыта железом, ограда деревянная» [13].

В «Историческом описании соборных и приходских церквей» 1828 года сказано: «В Богатом, Курской губернии. Церковь соборная во имя Вознесения Господня» [11, С.16].
В 1890 году в Богатом был построен новый деревянный Вознесенский храм [17, С.146], вместо обветшавшей старой церкви. 
В начале XX века к приходу храма Вознесения относились помимо Богатого соседние деревни: Новосёловка, Выезжее и хутор Чертово. Общее число прихожан храма — 1533 человека.
В 1905 году прислан на должность псаломщика Матвей Федорович Гудимов. Его сын Матвей Матвеевич Гудимов (22.08.1913-20.09.2001) впоследствии стал выдающимся ученым: доктор технических наук, профессор, лауреат Сталинской и Государственной премий СССР, основоположник двух научных направлений – авиационных материалов остекления и многофункциональных термопластов.
[1] ГАКО. Ф. 20. Оп. 1. Д. 143. Л. 5.
В 1930 году храм был закрыт. В 1937 году было разрушено здание Вознесенского храма. Стройматериалы, оставшиеся после разборки храма были использованы для строительства школы.
В 1942 году, в период немецкой оккупации села община храма Вознесения Господня возродилась. Службы проводилась в помещении средней школы.
В сентябре 1945 года общине для богослужений передана церковная сторожка (1899 года постройки). С 1942-по 1946 год сменилось 5 священников. С марта 1946 - по январь 1959 года настоятелем был священник Владимир Случевский.
В июне 1961 года в результате пожара здание сторожки со всем имуществом сгорело. 
В марте 1962 года религиозная община была снята с регистрации и приход прекратил свое существование. 
В период с 1962 - по 1996 год община верующих села Богатое относилась к приходу храма в с. Новенькое. В 1991 г. жители с. Богатое совместно колхозом имени Куйбышева участвовали в покупке колоколов для храма в с. Новенькое.

## Новейшая история
В 1994 году в селе вновь организован церковный приход. Для совершения богослужений было приспособлено помещение одного из домов в центре села. 
Первым настоятелем прихода в феврале 1996 года был протоиерей Леонид Яременко. 
Указом преосвященного епископа (митрополита) Белгородского и Старооскольского Иоанна, в июле 1996 года, настоятелем прихода был назначен священник Анатолий Ивашина. Богослужения стали совершаться регулярно. Два с половиной года богослужения совершались в помещении размерами 5,85 х 7,35 метров, которое не вмещало всех прихожан.

В июле 1998 года администрацией села для проведения богослужений было передано другое помещение - пустующее здание бывшего детского сада. С октября 1998 г. - по 5 января 1999 г. был сделан ремонт с частичной перепланировкой. Первое богослужение было совершено 6 января 1999 года.
До 2001 года к приходу Вознесенского храма относились соседние села Ракитянского района: Меловое, Венгеровка, Вышние Пены и Нижние Пены.
С 2001 года к приходу Вознесенского храма относятся села: Богатое, 2-я Новоселовка, Выезжее и Драгунка.
В середине 2000-х готов в селе Драгунка открыта молитвенная комната, которая является приписной к храму Вознесения Господня с. Богатое.
15 апреля 2006 года храм посетил архиепископ (митрополит) Белгородский и Старооскольский Иоанн.
В 2013 году на месте разрушенной церкви установлен памятный крест.
В мае 2014 года стал активно решаться вопрос о строительстве храма. В качестве образца, был использован проект храма села Илек-Пеньковка Краснояружского района. 
12 июля 2014 года в день памяти первоверховных апостолов Петра и Павла епископ Губкинский и Грайворонский Софроний совершил чин закладки камня перед строительством нового храма Вознесения Господня.
Инициатором строительства выступил уроженец села Черкашин Игорь Васильевич. Главным организатором строительства храма выступил глава администрации Ивнянского района В. А. Старченко. Руководил строительством настоятель храма протоиерей Анатолий Ивашина и глава сельской администрации с. Богатое В. Е. Никулин. Строительство храма велось на пожертвования предпринимателей Ивнянского района и жителей сел Богатое и Вторая Новоселовка.
21 ноября 2014 года епископ Губкинский и Грайворонский Софроний в селе Богатое совершил освящение храма, первую Божественную литургию и таинство крещения. По окончании, на торжественной части передачи епископом Софронием и главой района В. А. Старченко, а также главой Богатенского сельского поселения В.Е. Никулиным и благочинным Ивнянского округа были посажены две ели — аллея в честь 700-летия со дня рождения преподобного Сергия Радонежского.
1 июня 2015 года храм посетил губернатор Белгородской области Е.С. Савченко.

## Святыни храма
Икона Святителя Иоасафа, епископа Белгородского
Дореволюционная икона Святителя Иоасафа (1911 года изготовления), с частицей его мощей. После разрушения храма в начале XX века икону сохранила одна из жительниц села. В юбилейном 2000 — м году по Рождестве Христовом икона была передана возрождающемуся храму.
Икона священномученика Никодима, епископа Белгородского
Икона с частицей мощей священномученика Никодима, епископа Белгородского, канонизированного в 2000-м году.
Икона святителя Спиридона, епископа Тримифунтского
Икона с частицей облачения святителя Спиридона, епископа Тримифунтского, жившего в IV веке. Привезена в дар храму из Греции.
Икона преподобных Сергия и Германа, Валаамских чудотворцев
Икона освящена на мощах преподобных Сергия и Германа Валаамских чудотворцев. В июле 2023 года привезена в дар храму с Спасо-Преображенского монастыря на острове Валаам.